# Dust: An Elysian Tail
Pour les articles homonymes, voir Dust.
Dust: An Elysian Tail est un jeu de rôle de type action-RPG, développé par le créateur de jeu indépendant Dean Dodrill. Publié par Microsoft Studios sur le Xbox Live Arcade le 15 août 2012, le jeu sort ensuite sur Windows et Steam le 24 mai 2013, puis sur GOG.com le 7 novembre 2013, sans la participation de Microsoft. Il est également sorti sur Linux et OS X le 19 décembre 2013. Le jeu est sorti sur PlayStation 4 le 8 octobre 2014 en Europe.

## Système de jeu
Dust prend place dans le monde fictif de Falana, habité par des animaux anthropomorphes. Le gameplay est présenté sur un plan en side-scrolling. Le joueur contrôle le personnage principal, Dust (Lucien Dodge), qui essaie de se souvenir de son passé. Il possède l'une des cinq épées élysiennes, la lame d'Ahrah (Edward Bosco), son arme principale. Fidget (Kimlinh Tran), la gardienne de l'épée, agit comme un compagnon pour Dust et peut utiliser des pouvoirs magiques. Au fur et à mesure qu'il parcourt le monde, il peut acquérir des niveaux, ou des nouvelles compétences qui modifient le gameplay à la manière de Rayman, telles que la possibilité de faire des double sauts ou de grimper à des zones auparavant inaccessibles. Intégrant des éléments de RPG, Dust peut gagner des XP (points expérience) en tuant des ennemis, qui le font grimper en niveaux. Ceux-ci peuvent être utilisés pour augmenter des attributs différents, tels que la vie, la force, la défense ou la magie de Fidget.

## Trame
Le jeu commence avec Dust s'éveillant dans un pré de forêt, approché par une épée flottante, Dust est rejoint par Fidget, une petite créature volante qui est le gardien de l'épée, et part pour une petite ville à la recherche de réponses.
En arrivant à Aurora, le groupe trouve la ville envahie par les monstres . Le maire de la ville demande à Dust de l'aide, et il traque le chef des ennemis, Fuse. Juste avant de mourir, Fuse révèle lui-même être un Sang-De-Lune, créatures qui sont victimes d'un génocide perpétré par un homme connu sous le nom du Général Gaius. Fuse indique également à Dust qu'il a joué un rôle dans la guerre à un moment.
Le Maire Bram ordonne à Dust de parler à une femme à Aurora nommée Ginger, qui peut avoir plus de connaissances sur les Sang-De-Lune. Elle se révèle être d'un groupe de sympathisants Sang-De-Lune, un groupe qui a été récemment découvert et tué par les soldats du général Gaius.
Après avoir voyagé dans les montagnes du nord, Dust et Fidget viennent à travers un village abandonné, où Ginger et le chef des Sang-De-Lune, Yeux Gris, sont en attente. Yeux gris révèle que Dust a été créée à partir de deux personnes qui ont péri en même temps : Jin (le frère de Ginger) et Cassius (un assassin employé par Gaius). Ces deux étaient antipodes, Cassius était purement mal, mais d'une grande habileté à l'épée, et Jin était complètement innocent et bon, mais incapable de vaincre Gaius ; leur combinaison ainsi devenu le Sang-De-Lune "Sen-Mithrarin".
Le groupe se dirige ensuite vers la base des Sang-De-Lune dans une région volcanique au nord du bassin de l'Aube Éternelle, où Dust assiste les Sang-De-Lune dans la lutte contre les troupes de retour Gaius . Après avoir atteint le sommet d'un volcan, Dust combat le Général Gaius dans une longue bataille. Finalement, Gaius est accroché à un rebord au-dessus d'un lac de lave, où il raconte à Dust que Cassius ne fait plus partie de lui, puis se jette dans la lave. Effondré d'épuisement, Fidget essaie de relever Dust, mais il refuse, et est consumé par le volcan.
Après la bataille, Yeux Gris donne un discours aux Sang-De-Lune restants, en leur disant que, grâce au sacrifice de Dust, ils peuvent maintenant reconstruire et vivre en paix avec le reste du monde. Lors de son dialogue, Ginger et Fidget sont témoins de la lame de Ahrah montant du volcan avec un nuage de poussière et s'envolant, ce qui suggère que Dust peut être encore en vie.

## Développement
En dehors du doublage, de la bande son et du scénario, Dust a été conçu et programmé entièrement par Dodrill. Autodidacte illustrateur et animateur, il avait déjà été chargé des illustrations et des cinématiques sur Epic Games Jazz Jackrabbit 2, et était dans le processus de création d'un film indépendant animé, Elysian Tail. il pensait qu'il faudrait trois mois pour terminer le jeu ; il a néanmoins passé plus de trois ans et demi sur ce projet. Kyle Orland, « Dust : An Elysian Tail : 3,5 années la quête d'un animateur pour créer son jeu de rêve », sur Ars Technica, 23 août 2012 (consulté le 4 décembre 2012) Il a envisagé à l'origine d'un 8 bit plateforme de style pour le jeu, similaires aux entrées précédentes de la série  Castlevania. Inspirations pour la finale provenaient des titres tels que Metroid, Golden Axe, et Ys I & II « Une conversation : Ken Lobb Et Dean Dodrill » [archive du 15 septembre 2012] (consulté le 4 décembre 2012)
Le jeu a été conçu pour le web Xbox 360 Indie Games, mais après avoir remporté le 2009 Microsoft Dream Build Play Challenge, Dodrill a obtenu un contrat pour une version Xbox Live Arcade . Dust : an Elysian Tail devait à l'origine être publié à la fin de l'année 2011, mais a ensuite été retardé jusqu'à l'été 2012 ,.

## Bande originale
La bande originale officielle a été publiée le 1er octobre 2012. Elle a été composée par HyperDuck SoundWorks et contient 37 titres.

## Accueil et vente
Dust : An Elysian Tail a recueilli une majorité de critiques positives. Pour la version Xbox 360, Metacritic lui attribue 83/100  et GameRankings 84.09% . Plus de 45 000 exemplaires de Dust ont été vendus au cours du mois d'août. Le jeu a terminé l'année 2012 avec près de 83 000 exemplaires vendus . Le 18 février 2014, Dust a été inclus dans le Humble Indie Bundle 11 . En mars 2014, Humble Hearts a indiqué que Dust avait vendu plus d'un million d'exemplaires, toutes plates-formes confondues.
Le Official Xbox Magazine a attribué au jeu la note de 9,5 sur 10,  en louant les environnements détaillés et les animations ainsi que le système de combat.
Vincent Ingenito de IGN a donné au jeu une note de 8,5 sur 10 : " Les éléments de RPG auraient pu être plus forts, et les combats contre les boss sont un peu une déception, mais si ce sont les pires choses à propos de votre jeu, vous êtes en assez bonne forme ".  Il a approuvé des milieux vivants et variés, le gameplay et la quantité du contenu par rapport au prix du jeu.
Tom McShea de GameSpot lui attribue 7 sur 10,  critiquant les combats, le doublage et l'histoire. Toutefois, d'autres aspects tels que la diversité des milieux, les contrôles adaptés et le contenu rehaussent le jeu dans son estime.